# Geonoma hugonis
Geonoma hugonis är en enhjärtbladig växtart som beskrevs av Michael Howard Grayum och Nevers. Geonoma hugonis ingår i släktet Geonoma och familjen Arecaceae.
Artens utbredningsområde är Panamá. Inga underarter finns listade i Catalogue of Life.